# Grøn biæder
Grøn biæder (latin: Merops persicus) er en skrigefugl, der lever fra Nordafrika til Centralasien.